# ㅑ

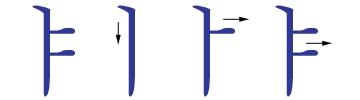
筆順

ㅑは、ハングルを構成する母音字母のひとつ。呼称はヤ（야）。16番目の字母（『訓蒙字会』以降は母音字母としては2番目、『訓民正音』当時は最初の「ㆍ」から9番目）である。二重母音を表す。

## 音声
母音/ㅣ/[i]の構えから/ㅏ/[a]を調音したときに生じる音。単独で発音した場合、硬口蓋半母音[j]による[ja]である。子音字母につけられる場合は、i系の上昇二重母音を表すが、朝鮮語では/i/の要素は母音よりも前の子音に強く働き、子音を口蓋化させる。

## 沿革
『訓民正音』の中声字において人を象る「ㅣ」と天を象る「ㆍ」によって構成され、ㆍが外側に位置することにより天から始まる陽母音の再出字（ㆍが二つの字）に分類される。世宗序では「如穰字中聲」と規定されている。
その名称は『訓蒙字会』（1527年）でヤ（야、也）とされた。

## 造字
中性母音の字母と組み合わされ、ㅒが作られる（ㅑ + ㅣ）。

## ラテン文字転写
文化観光部2000年式、マッキューン＝ライシャワー式ともにyaと表記される。

## 文字コード
| 名称                | 種類   | コード | HTML実体参照コード | 表示 |
| HANGUL LETTER YA    | 単体   | U+3151 | &#12625;           | ㅑ   |
| HANGUL JUNGSEONG YA | 中声用 | U+1163 | &#4451;            | ᅣ     |